# Лехен-на-Похорю
Лехен-на-Похорю (словен. Lehen na Pohorju) — поселення в общині Подвелка, Регіон Корошка, Словенія. Висота над рівнем моря: 486,7 м.